# Rivian EDV
Il Rivian EDV è un veicolo commerciale elettrico prodotta dalla casa automobilistica statunitense Rivian a partire dal 2022.
Chiamato anche Electric Delivery Vehicle o Amazon Custom EDV, viene costruito esclusivamente per  Amazon, che lo utilizza come furgone per le consegne.

## Descrizione
L'EDV utilizza la piattaforma RCV (Rivian Commercial Vehicle), che deriva dalla piattaforma R1 che fa da base al pickup R1T e al SUV R1S. È disponibile in tre misure: EDV-500, EDV-700 e EDV-900.
La piattaforma RCV utilizzata per la costruzione del veicolo ha un telaio del tipo "skateboard" in cui la batteria è alloggiata sotto il pianale della carrozzeria. Le sospensione sono all'anteriore a doppio braccio oscillante e al posteriore a barra di torsione; l'assale posteriore adotta molle elicoidali, mentre la sospensione anteriore utilizza una molla a balestra trasversale. La capacità di carico utile varia da 890 a 1250 kg.

## Storia
Nel febbraio 2019 Amazon ha annunciato un investimento di 700 milioni di dollari nella Rivian; a settembre, Amazon Logistics ha ordinato 100.000 veicoli elettrici come parte di un accordo di progettazione tra Rivian e Amazon.
A febbraio 2020 Rivian aveva mostrato un modello a grandezza naturale del furgone. Un primo prototipo del furgone con autonomia da 240 km è stato testato sulle strade pubbliche all'inizio del 2021. Il primo esemplare uscito dalla catena di montaggio, un EDV-700, è stato completato nel dicembre 2021.